# طلحة (تامدا نومرسيد)
طلحة هي إحدى مشيخات المملكة المغربية، تتبع جغرافيا لإقليم أزيلال وإداريًا لتامدا نومرسيد. يقدر عدد سكانها بـ 2557 نسمة حسب الإحصاء الرسمي للسكان والسكنى لسنة 2004.